# Johann Christoph Ludwig
Johann Christoph Friedrich Ludwig (* 1. November 1750 in Obereisesheim; † 15. Oktober 1826 ebenda) war ein deutscher Schultheiß und Politiker.
Ludwig war von 1791 bis 1826 Schultheiß von Obereisesheim. Von 1819 bis 1825 vertrat er den Wahlkreis Heilbronn Amt in der Abgeordnetenkammer der Württembergischen Landstände.